# ATC (R06)
Jest to część klasyfikacji anatomiczno-terapeutyczno-chemicznej:
- R – Układ oddechowy
  - R 01 – Leki stosowane w chorobach nosa
  - R 02 – Leki stosowane w chorobach gardła
  - R 03 – Leki stosowane w chorobach obturacyjnych dróg oddechowych
  - R 05 – Leki stosowane w kaszlu i przeziębieniu
  - R 06 – Leki przeciwhistaminowe do stosowania wewnętrznego
  - R 07 – Inne leki stosowane w chorobach układu oddechowego

Obejmuje ona leki przeciwhistaminowe do stosowania wewnętrznego:

## R 06 A – Leki przeciwhistaminowe do stosowania wewnętrznego
- R 06 AA – Etery alkiloaminowe
  - R 06 AA 01 – bromazyna
  - R 06 AA 02 – difenhydramina
  - R 06 AA 04 – klemastyna
  - R 06 AA 06 – chlorfenoksamina
  - R 06 AA 07 – difenylopiralina
  - R 06 AA 08 – karbinoksamina
  - R 06 AA 09 – doksylamina
  - R 06 AA 10 – trymetobenzamid
  - R 06 AA 11 – dimenhydrynat[a]
  - R 06 AA 52 – difenhydramina w połączeniach
  - R 06 AA 54 – klemastyna w połączeniach
  - R 06 AA 56 – chlorfenoksamina w połączeniach
  - R 06 AA 57 – difenylopiralina w połączeniach
  - R 06 AA 59 – doksylamina w połączeniach
  - R 06 AA 61 – dimenhydrynat w połączeniach
- R 06 AB – Pochodne alkiloaminy
  - R 06 AB 01 – bromfeniramina
  - R 06 AB 02 – dekschlorfeniramina
  - R 06 AB 03 – Dimetinden
  - R 06 AB 04 – chlorfenamina
  - R 06 AB 05 – feniramina
  - R 06 AB 06 – deksbronfeniramina
  - R 06 AB 07 – talastyna
  - R 06 AB 51 – bromfeniramina w połączeniach
  - R 06 AB 52 – dekschlorfeniramina w połączeniach
  - R 06 AB 54 – chlorfeniramina w połączeniach
  - R 06 AB 56 – deksbromfeniramina w połączeniach
- R 06 AC – Pochodne diamin etylenowych
  - R 06 AC 01 – mepiramina
  - R 06 AC 02 – histapirodyna
  - R 06 AC 03 – chloropiramina
  - R 06 AC 04 – tripelenamina
  - R 06 AC 05 – metapirylen
  - R 06 AC 06 – tonzylamina
  - R 06 AC 52 – histapirodyna w połączeniach
  - R 06 AC 53 – chlorpiramina w połączeniach
- R 06 AD – Pochodne fenotiazyny
  - R 06 AD 01 – alimemazyna
  - R 06 AD 02 – prometazyna
  - R 06 AD 03 – tietyloperazyna
  - R 06 AD 04 – metdylazyna
  - R 06 AD 05 – hydroksyetyloprometazyna
  - R 06 AD 06 – tiazynam
  - R 06 AD 07 – mekwitazyna
  - R 06 AD 08 – oksomemazyna
  - R 06 AD 09 – izotipendyl
  - R 06 AD 52 – prometazyna w połączeniach
  - R 06 AD 55 – hydroksyetyloprometazyna w połączeniach
- R 06 AE – Pochodne piperazyny
  - R 06 AE 01 – buklizyna
  - R 06 AE 03 – cyklizyna
  - R 06 AE 04 – chlorocyklizyna
  - R 06 AE 05 – meklizyna
  - R 06 AE 06 – oksatomid
  - R 06 AE 07 – cetyryzyna
  - R 06 AE 09 – lewocetyryzyna
  - R 06 AE 51 – buklizyna w połączeniach
  - R 06 AE 53 – cyklizyna w połączeniach
  - R 06 AE 55 – meklizyna w połączeniach
- R 06 AK – Połączenia leków przeciwhistaminowych
- R 06 AX – Inne
  - R 06 AX 01 – bamipina
  - R 06 AX 02 – cyproheptadyna
  - R 06 AX 03 – tenalidyna
  - R 06 AX 04 – fenindamina
  - R 06 AX 05 – antazolina
  - R 06 AX 07 – triprolidyna
  - R 06 AX 08 – pirobutamina
  - R 06 AX 09 – azatadyna
  - R 06 AX 11 – astemizol
  - R 06 AX 12 – terfenadyna
  - R 06 AX 13 – loratadyna
  - R 06 AX 15 – mebhydrolina
  - R 06 AX 16 – deptropina
  - R 06 AX 17 – ketotifen
  - R 06 AX 18 – akrywastyna
  - R 06 AX 19 – azelastyna
  - R 06 AX 21 – tritokwalina
  - R 06 AX 22 – ebastyna
  - R 06 AX 23 – pimetiksen
  - R 06 AX 24 – epinastyna
  - R 06 AX 25 – mizolastyna
  - R 06 AX 26 – feksofenadyna
  - R 06 AX 27 – desloratadyna
  - R 06 AX 28 – rupatadyna
  - R 06 AX 29 – bilastyna
  - R 06 AX 31 – chifenadyna
  - R 06 AX 32 – sekwifenadyna
  - R 06 AX 53 – tenalidyna w połączeniach
  - R 06 AX 58 – pirobutamina